# Bel Respiro
 (janvier 2012).
Si vous disposez d'ouvrages ou d'articles de référence ou si vous connaissez des sites web de qualité traitant du thème abordé ici, merci de compléter l'article en donnant les références utiles à sa vérifiabilité et en les liant à la section « Notes et références ».
Bel Respiro de Chanel est un parfum créé en 2007 par Jacques Polge. 
Il évoque la maison de Garches où Coco Chanel venait en villégiature. Son bouquet floral est un accord de notes végétales d'herbes des champs, de feuilles froissées, de plantes de garrigue et de cuir.